# والتر أليوت (سياسي)
والتر أليوت (بالإنجليزية: Walter Elliot)‏ هو طبيب عسكري وسياسي بريطاني (وحمل سابقاً جنسية المملكة المتحدة لبريطانيا العظمى وأيرلندا)، ولد في 19 سبتمبر 1888 في المملكة المتحدة، وتوفي في 8 يناير 1958 في المملكة المتحدة. حزبياً، نشط في حزب المحافظين.

## مناصب
- في 1924 Glasgow Kelvingrove by-election [الإنجليزية]‏، انتخب عضو برلمان المملكة المتحدة الـ33 عن دائرة Glasgow Kelvingrove (UK Parliament constituency) [الإنجليزية]‏ (23 مايو 1924 – 9 أكتوبر 1924).
- في الانتخابات العمومية البريطانية 1918 [الإنجليزية]‏، انتخب عضو برلمان المملكة المتحدة الـ31 عن دائرة Lanark (UK Parliament constituency) [الإنجليزية]‏ (14 ديسمبر 1918 – 26 أكتوبر 1922).
- في الانتخابات العامة في المملكة المتحدة 1922 [الإنجليزية]‏، انتخب عضو برلمان المملكة المتحدة الـ32 عن دائرة Lanark (UK Parliament constituency) [الإنجليزية]‏ (15 نوفمبر 1922 – 16 نوفمبر 1923).
- في الانتخابات العامة في المملكة المتحدة 1924 [الإنجليزية]‏، انتخب عضو برلمان المملكة المتحدة الـ34 عن دائرة Glasgow Kelvingrove (UK Parliament constituency) [الإنجليزية]‏ (29 أكتوبر 1924 – 10 مايو 1929).
- في الانتخابات العامة في المملكة المتحدة 1929 [الإنجليزية]‏، انتخب عضو برلمان المملكة المتحدة الـ35 عن دائرة Glasgow Kelvingrove (UK Parliament constituency) [الإنجليزية]‏ (30 مايو 1929 – 7 أكتوبر 1931).
- في الانتخابات العامة في المملكة المتحدة 1931 [الإنجليزية]‏، انتخب عضو برلمان المملكة المتحدة الـ36 عن دائرة Glasgow Kelvingrove (UK Parliament constituency) [الإنجليزية]‏ (27 أكتوبر 1931 – 25 أكتوبر 1935).
- في الانتخابات العامة في المملكة المتحدة 1935 [الإنجليزية]‏، انتخب عضو برلمان المملكة المتحدة الـ37 عن دائرة Glasgow Kelvingrove (UK Parliament constituency) [الإنجليزية]‏ (14 نوفمبر 1935 – 15 يونيو 1945).
- في الانتخابات الفرعية في مجلس العموم البريطاني [الإنجليزية]‏، انتخب عضو برلمان المملكة المتحدة الـ38 عن دائرة Combined Scottish Universities (UK Parliament constituency) [الإنجليزية]‏ (27 نوفمبر 1946 – 3 فبراير 1950).
- في الانتخابات العامة في المملكة المتحدة 1950 [الإنجليزية]‏، انتخب عضو برلمان المملكة المتحدة الـ39 عن دائرة Glasgow Kelvingrove (UK Parliament constituency) [الإنجليزية]‏ (23 فبراير 1950 – 5 أكتوبر 1951).
- في الانتخابات العامة في المملكة المتحدة 1951 [الإنجليزية]‏، انتخب عضو برلمان المملكة المتحدة الـ40 عن دائرة Glasgow Kelvingrove (UK Parliament constituency) [الإنجليزية]‏ (25 أكتوبر 1951 – 6 مايو 1955).
- في الانتخابات العامة في المملكة المتحدة 1955 [الإنجليزية]‏، انتخب عضو البرلمان الحادي والأربعين للمملكة المتحدة ‏ عن دائرة Glasgow Kelvingrove (UK Parliament constituency) [الإنجليزية]‏ (26 مايو 1955 – 8 يناير 1958).
- انتخب عضو مجلس الشورى البريطاني.
- انتخب وزير الدولة لشؤون اسكتلندا [الإنجليزية]‏.